# 북한 승도절목
북한 승도절목(北漢 僧徒節目)은 경기도 고양시 덕양구 북한동 산영루 앞에 있는, 북한산성 내 승영사찰(僧營寺刹) 지휘자인 도총섭을 뽑을 때 적용할 규칙 3가지를 기록한 금석문이다. 2019년 8월 23일 경기도의 유형문화재 제357호로 지정되었다.

## 개요
산영루 앞 화강암 암벽에 새겨진 기문이다.
- 이 석각기문은 북한산성 관리책임자로 있던 총융사, 경리사, 무위도통사 등을 지낸 관리의 선정을 기리는 비석군과 함께 위치하는데, 비석형태가 아닌 경사면암괴면에 장방형으로 선각 구획하여 음각한 형태이다.
- 기문의 내용은 북한산성을 수비하는 승영사찰을 관리, 통솔하는 총섭을 선출하는 규칙 3가지를 명시한 것으로, 북한산성을 방어하기 위한 조선시대의 승군의 운영제도와 이를 관리하기 위한 체제를 알 수 있는 당시의 기록자료로, 19세기 불교계의 상황까지 짐작할 수 있다는 의미가 있다.
- 기문은 북한산 산영루 주변으로, 현 용학사 아래로 비스듬히 형성된 화강암 암반지대의 남록 하단부에 새겨져 있는데, 등산로 변에 위치하여 확인하기 쉬운 지점이다.
- 암괴 사면에 별다른 시설없이 가로 228cm, 세로 109cm 정도의 장방형 구획면을 다듬은 후, 오른쪽에서 종서형태로 기문을 음각하였다.

구획면 최우측에 '北漢僧徒節目'이라고 제목을 새기고, 21행 19~20자(총325자)로 내용을 해서체로 음각하였는데, 명문말미의 '乙卯'간기로 미루어 1855년(조선 철종 6)으로 추정하고 있다.
- 기문은 북한산성의 총섭임용의 규칙을 3가지로 정리한 것으로, '투표를 통해 점수가 높은 승려를 선출하고, 성밖의 승려가 도총섭이 되면 이 절목내용을 근거로 소송을 하도록 하고, 이 절목을 통해 국가에 대한 봉사를 지속적으로 이어가라.'는 내용으로, 북한산성 승영사찰 운영내용을 담고 있다.
- 이 자료는 조선후기 승군운영체제 자료의 유일한 <승도절목>의 금석문화재라는 점에서 '희귀성'은 물론, 북한산성 승영사찰의 운영체제를 증명하는 '역사성'과 승군운영이라는 불교사, 요역사, 군사제도를 살필 수 있는 '학술성' 가치도 크다고 판단된다.

또한, 산영루가 건립될만한 우수한 경관지역에 위치하고 있는데, 주변에 건립된 국가관리의 공덕비군들도 건립당시의 현상을 그대로 유지하고 있다는 점에서 '경관성' 또한 우수하다.

## 지정 사유
총섭임용의 규칙을 3가지로 정리한 것으로, 조선후기 승군 운영체제 자료의 유일한 <승도절목>의 금석문화재라는 점에서 희귀하다.
북한산성 승영사찰의 운영체제를 증명하는 역사성, 승군운영이라는 불교사, 요역사, 군사제도를 알 수 있는 학술적 가치도 크다.
철종 6년(1855)에 새겼다. 경사면을 가로 227cm, 세로 10cm로 다듬어 총 21행 325자를 새겼다.

## 같이 보기
- 고양 북한산 산영루지 -경기도 기념물 제223호

## 참고 문헌
- 북한 승도절목 - 국가유산청 국가유산포털